# Neutralité (relations internationales)
 (septembre 2020).
Si vous disposez d'ouvrages ou d'articles de référence ou si vous connaissez des sites web de qualité traitant du thème abordé ici, merci de compléter l'article en donnant les références utiles à sa vérifiabilité et en les liant à la section « Notes et références ».
La neutralité désigne généralement un positionnement d'abstention bienveillant ou armé, l'absence d'implication dans un conflit armé ou dans tout type d'affrontement. Elle répond à un régime juridique strict, ce qui la différencie de notions politiques proches comme l'isolationnisme ou le non-alignement. Le concept de pays neutre est plus fort que le concept de pays non belligérant. Un pays neutre ne soutient aucune des parties impliquées dans une guerre tandis qu'un pays non-belligérant s'engage simplement à ne pas intervenir militairement, mais peut vendre ou même offrir des armes aux belligérants.

## La neutralité en droit international public

### Définition
La neutralité est la politique adoptée par un État qui reste à l'écart d'une guerre affectant deux ou plusieurs États en s'abstenant d'y participer, que ce soit directement en prenant part aux hostilités ou indirectement en assistant l'un ou l'autre des belligérants.
Il est interdit à un État neutre d'adhérer à un pacte militaire ou de mettre, de quelque manière que ce soit, son territoire à disposition d'une puissance belligérante. En revanche, il a le droit de se défendre avec des moyens militaires contre les violations de sa neutralité, d'offrir une protection humanitaire et d'entretenir des relations diplomatiques avec tout autre État.

### Une codification progressive de la neutralité
La neutralité a d'abord été une notion coutumière. Toutefois, lors des conférences de La Haye de 1899 et de 1907, les États ont exprimé le besoin de la voir codifiée. 6 des 13 conventions signées en 1907 concernent la neutralité,.
La neutralité est notamment régie par :
- la Ve convention de la Haye du 18 octobre 1907 concernant les droits et les devoirs des Puissances et des personnes neutres en cas de guerre sur terre ;
- la XIIIe convention de la Haye du 18 octobre 1907 concernant les droits et les devoirs des Puissances neutres en cas de guerre maritime ;
- la convention de la Havane du 20 février 1928 concernant la neutralité maritime.

### Régime juridique de la neutralité

#### Composantes principales
Le régime juridique de la neutralité, particulièrement développé en droit maritime, comporte quatre composantes principales :
- un devoir d'abstention : un État neutre ne peut apporter son aide aux belligérants ;
- un devoir d'impartialité : tous les belligérants doivent recevoir un traitement identique ;
- un droit d'inviolabilité pour le territoire de l’État concerné ;
- une liberté des relations commerciales : il n'existe donc aucun devoir de neutralité en matière économique, l’État neutre dispose du droit de poursuivre ses échanges commerciaux avec tous les belligérants.

#### Mise en œuvre concrète
Les parties belligérantes n'ont pas le droit de :
- pénétrer dans l'espace national des États neutres (territoire, eaux territoriales et espace aérien) avec des forces armées et des moyens de combat ... sauf en mer pour exercer leur droit de « passage inoffensif » (Transitus innoxius ou droit de passage innocent) ;
- d'y recruter ou y instruire des combattants ;
- d'y établir ou d'y exploiter des moyens de télécommunications à des fins militaires.

De leur côté, les États neutres doivent :
- faire respecter leur neutralité ;
- traiter les États belligérants de manière équivalente ;
- s'opposer, si nécessaire par la force, à toute violation de leur neutralité.

Ils peuvent :
- interdire l'exportation ou le transit de matériel militaire au profit d'une partie belligérante. En revanche, ils peuvent autoriser le transit de blessés ou de malades à condition que les moyens de transport n'acheminent, par ailleurs, ni combattant, ni matériel militaire ;
- restreindre ou interdire aux parties belligérantes, l'usage des télécommunications ;
- régler explicitement l'accès à l'espace neutre.

Toutefois, cette réglementation doit tenir compte des règles concernant la circulation dans les détroits et les eaux archipélagiques. Elle doit faire l'objet d'une notification aux parties belligérantes.

#### Neutralité de droit, neutralité de fait
En principe, un État qui n'est pas formellement partie à un conflit armé est un État neutre. Cette neutralité peut être déclarée ou de fait.
Lorsqu'elle est déclarée, l'État neutre se réserve le droit d'en modifier les règles à tout moment.
Lorsqu'elle est de fait, elle se détermine par le comportement effectif de l'État[à développer].

#### Neutralité occasionnelle, neutralité perpétuelle
En cas de belligérance, les États ne participant pas aux hostilités deviennent neutres. Celle-ci est donc occasionnelle, c'est-à-dire liée dans sa durée au conflit en cours.
Certains États choisissent cependant de rendre perpétuelle leur neutralité. Ceci peut être obtenu :
- par un traité : c'est le cas de la Suisse. Neutre de facto depuis 1516, elle le devient officiellement à l'occasion du traité de Vienne de 1815. La neutralité autrichienne découle aussi d'un traité de 1955 ;
- par une déclaration unilatérale : à l'exemple de Malte en 1981 ou du Turkménistan en 1995.

### Exceptions au droit de la neutralité
Un navire de guerre d'une nation belligérante peut effectuer un simple transit dit « Passage inoffensif » dans les eaux territoriales d'un État neutre. Il peut éventuellement être admis dans un port neutre pour réparation, réapprovisionnement ou ravitaillement en carburant, mais son séjour ne doit pas excéder vingt-quatre heures, sauf si ses avaries ou l'état de la mer ne lui permettent pas d'en sortir (par exemple le Graf Spee à Montevideo en décembre 1939). Les navires-hôpitaux des nations belligérantes ne sont cependant pas soumis à cette règle.
Les aéronefs des parties belligérantes doivent respecter les restrictions édictées par l'État neutre dans son espace aérien et doivent se conformer à tout ordre d'atterrir ou d'amerrir. En cas d'avarie, ils peuvent se poser sur son territoire et peuvent être inspectés par les autorités de l'État neutre.
Les membres des forces armées de parties belligérantes peuvent pénétrer en territoire neutre. Ils sont alors désarmés et internés et leur matériel saisi par l'État neutre jusqu'à la fin des hostilités. En revanche, les prisonniers de guerre évadés sont laissés en liberté.

### La violation de la neutralité et ses sanctions
Lorsque les parties belligérantes effectuent des actions de combat en espace neutre, ces actions sont considérées comme des violations du droit de la neutralité. Tout État neutre est donc en droit de réagir par la force sans pour autant être reconnu comme belligérant. Toutefois, sa riposte doit obéir aux règles de la légitime défense. Elle doit être notamment proportionnée, limitée dans l'espace et dans le temps, jusqu'à ce que cesse la violation de son espace.
La sanction à la violation de la neutralité peut être politique, par exemple, l'entrée en guerre du Royaume-Uni en réponse à la violation de la neutralité belge, le 4 août 1914. Elle peut être évoquée devant une cour de droit commun : c'est le cas de la Suisse qui bénéficie d'une neutralité permanente et institutionnelle dont les violations sont sanctionnées par son droit pénal interne.
Toutefois, il n'existe pas, à proprement parler, au niveau international, une incrimination propre. La tentative de définition d'un crime d'agression par la communauté internationale pourrait toutefois lui donner à court terme une définition et une sanction universellement reconnues.

## Une portée géopolitique limitée
La Première Guerre mondiale a révélé les faiblesses du principe de neutralité. Les États-Unis sont ainsi revenus en 1917 sur leur politique isolationniste face aux blocus maritimes et à la guerre sous-marine, le Luxembourg et la Belgique, envahis en 1914 malgré leur neutralité, y ont renoncé dès 1919.
Le débat sur la portée du principe de neutralité sera relancé à l'occasion de la guerre d'Espagne, puis de la Seconde Guerre mondiale. L'attitude de la Suisse pendant ce conflit révéla les limites de l'encadrement juridique de la neutralité, encadrement qui négligeait les aspects économiques de la guerre.
À bien des égards, la mondialisation systématique des conflits et de leurs conséquences économiques ont pu laisser à penser à une caducité définitive de la neutralité. Les arguments juridiques en ce sens existent d'ailleurs :
- la Charte des Nations unies de 1945 ne semble laisser aucune place à la neutralité du fait même de son universalisme ;
- l'intégration d’États neutres dans des organisations internationales non-neutres pose également un problème (cas de l'Autriche dans l'Union européenne).

Pourtant, la notion conserve une réelle actualité :
- tant que le droit international restera fondé sur la souveraineté des États, la neutralité sera un droit ;
- la politique de neutralité semble être le meilleur moyen pour un petit État de s'imposer sur la scène internationale (Suisse, Autriche, Malte, etc.) ;
- la nature même d'un État peut rendre ce positionnement indispensable (cas de la Suisse multilingue, fédérale et multiculturelle) ;
- la neutralité peut constituer un levier opportun de dialogue entre les grandes puissances (exemple de l'arbitrage de l'Alabama entre les États-Unis et la Grande-Bretagne en 1872 par la Suisse).

## Liste de pays déclarés neutres

Statut neutre reconnu par la constitution et par la communauté internationale
Statut neutre reconnu par la constitution mais contesté par la communauté internationale
Anciens pays neutres

### États reconnus neutres par la communauté internationale
- Suisse, depuis le congrès de Vienne de 1815 ; détails dans neutralité perpétuelle de la Suisse.
- Vatican, proclamée en 1929[3].
- Irlande, proclamée en 1939[4] ; détails dans neutralité de l'Irlande.
- Autriche, depuis 1955 ; détails dans neutralité perpétuelle de l'Autriche.
- Turkménistan, neutralité reconnue par l'ONU en décembre 1995[3].
- Ouzbékistan, proclamée en 2012[3].

### États à la neutralité contestée
- Mexique, proclamée en 1930[3].
- Japon, inscrite dans la Constitution de 1947[3].
- Costa Rica, proclamée en 1949[3],[5].
- Malte, proclamée en 1981[6].
- Panama, proclamée en 1989[3].
- Moldavie, art. 11 de la Constitution de 1994[7].
- Serbie, proclamée en 2007[8],[9].
- Rwanda, proclamée en 2009[3].
- Ghana, proclamée en 2012[3].
- Mongolie, proclamée en 2015[3].
- Haïti, proclamée en 2017[3].

## Pays neutres par le passé

### En Europe

#### Pays devenus parties intégrantes de la France
- La  Bourgogne et la Franche Comté de Bourgogne, du XVe au XVIIe siècle à la suite des Guerres de Bourgogne [10].
- La  Bretagne[réf. nécessaire], de 851 à 1547 : les rois puis ducs de Bretagne car les institutions bretonnes ont fait tradition coutumière de neutralité. Les cas de suzeraineté des ducs pour des titres détenus en France n'ont jamais été confondus à ce titre avec l'implication des forces bretonnes en cas de conflits. L'amirauté bretonne restée indépendante de la couronne française jusqu'au XVIIe siècle et ne s'engagea dans aucun conflit maritime pour les rois de France. La Bretagne est juridiquement en « alliance perpétuelle » avec la Savoie et la Confédération bernoise (aujourd'hui canton suisse), deux autres nations réputées neutres, par le traité d'alliance de 1467, un traité d'alliance perpétuelle entre la Savoie et la Bretagne entre François II de Bretagne, Amédée IX de Savoie et Yolande de France donné le 26 août 1467 à Pynerol.
- La  Savoie, zone neutralisée de Savoie sur la plus grande partie de son territoire (étendue de la neutralité perpétuelle de la Suisse), depuis le traité de Turin de 1815 jusqu'au traité de Versailles de 1919.

#### Pays devenu partie intégrante de la Grèce
- Corfou, neutre depuis un traité de 1863.

#### États devenus membres de l'Union occidentale en 1948
- Belgique[3], neutre depuis le traité de Londres de 1839 ;
- Pays-Bas[3] ;
- Luxembourg, neutre depuis la conférence de Londres de 1867.

#### États devenus membres de l'OTAN
- en 1949,  Danemark[3],  Italie[3],  Norvège[3] ;
- en 1952,  Turquie[3] ;
- en 1982,  Espagne[3] (neutre depuis 1943[11]) ;
- en 1999,  Hongrie[3] ;
- en 2004,  Estonie[3],  Lettonie[3],  Lituanie[3] ;
- en 2009,  Albanie[3] ;
- en 2023,  Finlande (neutre depuis 1956[3],[12]) ;
- en 2024,  Suède[12](neutre depuis 1919[3]).

#### État ayant demandé à devenir membre de l'OTAN
- en 2022,  Ukraine[3].

### En Afrique
- Éthiopie[3].

### En Amérique
- Argentine, de 1914 à 1944[3].
- États-Unis, de la Proclamation de neutralité de 1793 et la loi de neutralité (en) de 1794, jusqu'à l'entrée dans la Première Guerre mondiale en 1917 ; neutralité théorique accompagnée d'expansion territoriale soutenue par l'idéologie de la destinée manifeste lors de la conquête de l'Ouest accompagné de plusieurs guerres contre les peuples amérindiens et de plusieurs guerres avec ses pays voisins : Canada, Mexique, la révolution texane, ainsi que d'autre pays dans sa politique d'expansion outremer à la fin XIXe siècle[3].

### En Asie
- Afghanistan[3] ;
- Bhoutan[3] ;
- Cambodge[3], neutre depuis la déclaration du roi Norodom Sihanouk en 1955[13] durant la guerre du Viêt Nam ;
- Chine[3] ;
- Corée du Sud[3] ;
- Iran[3] ;
- Laos[3], neutre depuis la déclaration de 1961[14] sous le premier ministre Souvanna Phouma durant la guerre du Viêt Nam ;
- Philippines[3].